# SEXY BODY
「SEXY BODY」（セクシー・ボディ）は、OKAMOTO'Sの5枚目のシングル。2013年11月6日にAriola Japan（Sony Music Labels）から発売された。いしわたり淳治、オカモトショウが作詞、オカモトショウが作曲を手掛けた。
初回盤はDVD付き。

## 収録曲

### 通常盤
1. SEXY BODY [3:36]
（作詞:いしわたり淳治, オカモトショウ／作曲：オカモトショウ／編曲:OKAMOTO'S）
  - 前作JOY JOY JOYに続く四つ打ち曲。あえて今までやらなかった四つ打ちを取り入れた前作の評価が「OKAMOTO'Sらしい曲ですね」と評価されたことに落胆し、それならばこの方向性を突き詰めようと思い作った曲[1]。
  - マスタリングはトム・コインが担当している[2]。
2. 恋のビート [3:55]
（作詞・作曲:オカモトショウ／編曲：OKAMOTO'S）
  - アルバム未収録の楽曲。
3. I LOVE ROCK'N'ROLL -CM Version- (Bonus Track) [1:55]
（作詞・作曲：Alan Merrill, Jake Hooker／Remix：Q.,Ltd）
  - 原曲はArrows。
  - SONY「Sony WALKMAN『LOVE MUSIC』篇」CMソング。
  - ボーカルにAISHAが参加している。

### 初回限定盤
CD
1. SEXY BODY [3:36]
2. 恋のビート [3:55]
3. I LOVE ROCK'N'ROLL -CM Version- (Bonus Track) [1:55]
4. JOY JOY JOY -Guitarless Mix- (おけいこ用Track) [3:20]
（作詞:オカモトショウ／作曲：オカモトコウキ, オカモトショウ／編曲:OKAMOTO'S, 田中ユウスケ）
  - オカモトコウキによるギターを抜き取ったバージョン。
5. JOY JOY JOY -Bassless Mix- (おけいこ用Track) [3:20]
  - ハマ・オカモトによるベースを抜き取ったバージョン。
6. JOY JOY JOY -Drumsless Mix- (おけいこ用Track) [3:20]
  - オカモトレイジによるドラムを抜き取ったバージョン。
7. JOY JOY JOY -Vocalless Mix- (おけいこ用Track) [3:20]
  - オカモトショウによるボーカルを抜き取ったバージョン。

DVD
1. OKAMOTO'Sのおけいこ -JOY JOY JOY編-
  - JOY JOY JOYを演奏する際のコツなどを収録した教則DVDとなっている。